# 세계는 분명 미래에서
〈세계는 분명 미래에서〉(일본어: 世界はきっと未来の中)는 일본의 밴드 ZARD의 29번째 싱글 앨범으로, 1999년 6월 16일 발매되었다. (8cm CD: JBDJ-1047) 작사는 사카이 이즈미가, 작곡은 이와이 유이치로(岩井勇一郎)가, 편곡은 시오지리 켄지(シオジリケンジ), 토쿠나가 아키히토(徳永暁人), 후루이 히로히토(古井弘人) 이 3명이 맡았다. 이 곡은 TV 아사히의 드라마 《마이코씨는 명탐정!》의 주제가로 사용되었다.
전작 〈새로운 문 ~겨울의 해바라기~〉, 〈GOOD DAY〉와 동일하게 타이틀 곡만 수록되어있는 싱글이며, 이 역시 원코인 싱글로 발매되었다.
싱글은 오리콘 주간 싱글차트 2위에 올랐고, 9주간 차트에 머물렀다. 한편, 29번째 싱글인 이 작품과 30번째 싱글 〈아플 정도로 그대가 넘치고 있어〉 사이에 프랭키 밸리의 1967년 곡 〈Can't Take My Eyes Off You〉를 리메이크 한 〈CAN'T TAKE MY EYES OFF OF YOU〉를 인디즈로 발매했다.

## 수록곡
| #            | 제목                                                | 작사          | 작곡            | 편곡                                                | 재생 시간 |
| ------------ | --------------------------------------------------- | ------------- | --------------- | --------------------------------------------------- | --------- |
| 1.           | 〈〈세계는 분명 미래에서〉〉 (世界はきっと未来の中) | 사카이 이즈미 | 이와이 유이치로 | 시오지리 켄지 / 토쿠나가 아키히토 / 후루이 히로히토 | 4:04      |
| 2.           | 〈〈세계는 분명 미래에서〉〉 (Original Karaoke)     |               |                 |                                                     | 4:00      |
| 총 재생 시간 | 총 재생 시간                                        | 총 재생 시간  | 총 재생 시간    | 총 재생 시간                                        | 8:04      |